# درن جکسون-پرات

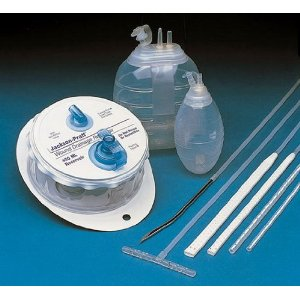
درن جکسون-پرات

درن جکسون-پرات(به انگلیسی: Jackson-Pratt drain) که به طور مخفف، JP Drain نیز نامیده می‌شود؛ ابزاری پزشکی بوده که به‌طور رایج جهت جمع آوری مایعات بدن از فضای جراحی و پس از عمل جراحی بکار می‌رود.

این ابزار از یک لوله پلاستیکی و محفظه حبابی شکل و انعطاف پذیر تشکیل شده است.

حباب (بالب) انعطاف پذیر، دارای یک درپوش می‌باشد که جهت تخلیه مایعات، ایجاد محیط خلاء می‌نماید و بدین صورت که با هربار فشردن حباب محفظه، سیستم بسته‌ای ایجاد می‌شود که مایعات اضافی را به سمت مکان جمع آوری، هدایت می‌کند.

درن جکسون_پرات به‌صورت‌های مسطح و مدور ساخته می‌شود و سایز بندی گوناگونی دارد.

## موارد استفاده
- از درن های ساکشن بسته در تمام موارد دایورژن ادرار حمایت می شود.درن های ساکشن بسته سیلیکونی جکسون پرات ترجیح داده می شوند زیرا پتانسیل کمتری برای آسیب بافتی یا مهاجرت به داخل پاچ ها دارند.
- ماستکتومی
- جراحی ارتوپدی
- جراحی قلب و سینه